# Església parroquial de Sant Adrià de Besòs
L'església de Sant Adrià és un temple parroquial catòlic del municipi de Sant Adrià de Besòs (Barcelonès). Està documentada la seva existència segle xi. L'actual temple va ser construït el 1940, després de la destrucció de l'antic el 1936 durant la guerra civil.
És obra de Joan R. Ferrater i Ducati.

## Descripció
Es tracta d'una església amb planta de tipus basilical, amb tres naus i pòrtic d'entrada que dona accés al temple, baptisteri i escales del cor i el campanar. El presbiteri, de forma circular, té adossats a un costat la sagristia i la capella del Santíssim (amb una petita sagristia) a l'altre. A la nau lateral esquerra s'hi adossen els despatxos i oficines parroquials, mentre que a la dreta hi trobem la sala de reunions. La façana principal és de gran sobrietat i senzillesa, i d'alguna manera reinterpreta els trets de l'antiga església. Hi ha dues torres de secció quadrada disposades simètricament. La que correspon al campanar és més alta i té un rellotge. Al centre de la façana, fent d'eix de simetria, hi ha la portada d'accés i el rosetó. Com a coronament de l'edifici hi ha un cimbori de secció circular al damunt del creuer.

## Notícies històriques
Se sap que en el segle xi hi havia una església romànica que es va mantenir malgrat les successives riuades, espolis i destruccions. A finals del segle xix, però, el municipi havia crescut força i l'església es va ampliar ocupant l'espai dedicat a cementiri.
Poc després de l'inici de la Guerra Civil l'església parroquial de Sant Adrià de Besòs va ser incendiada, tant l'edifici com els béns mobles i documentals que contenia. El 1939, amb la victòria franquista, es va habilitar un temple provisional a les escoles parroquials, que havien estat rehabilitades durant la guerra per a fer-ne ús com a escoles municipals. El 10 de març de 1941, es va publicar un decret al BOE per impulsar la formació de juntes parroquials que s'encarreguessin de la reconstrucció dels temples enderrocats. Així, a Sant Adrià de Besòs es va constituir la Junta de Construcció del Temple Parroquial el 2 d'agost de 1942, que s'encarregaria de les tasques de construcció de la nova església de Sant Adrià i una casa parroquial en el mateix emplaçament que el temple històric. Les obres van acabar el 27 de gener de 1951.